# Aufrechtes Glaskraut
Das Aufrechte Glaskraut (Parietaria officinalis L., Synonym: Parietaria erecta Mert. & W.D.J.Koch) ist eine Pflanzenart in der Familie der Brennnesselgewächse (Urticaceae). Der botanische Gattungsname Parietaria leitet sich vom lateinischen paries, parietis für Wand ab, da diese auch „Wandkraut“ genannte Art oft an Mauern wächst. Den deutschen Namen Glaskraut erhielten die Arten der Gattung, weil man das Kraut früher zum Reinigen von blinden Gläsern benutzte.

## Merkmale
Das Aufrechte Glaskraut ist eine mehrjährige krautige Pflanze, die Wuchshöhen von 30 bis 80, selten bis 150 Zentimeter erreicht. Brennhaare sind nicht vorhanden. Der Stängel ist aufrecht, einfach oder spärlich verzweigt. Die wechselständigen Laubblätter sind groß und glänzen grasartig, ihre länglich-eiförmig Spreite ist meist 10 bis 15, selten 5 bis 20 Zentimeter lang.
Parietaria officinalis ist überwiegend zweihäusig getrennt geschlechtig (diözisch). Es gibt männliche, weibliche und zwittrige Blüten. In den Blattachseln befinden sich dichte, kugelige Blütenstände, die am Grunde freie Hochblätter besitzen. Die unscheinbaren Blüten sind vierzählig. Die Staubblätter sind anfangs wie Uhrfedern gespannt und strecken sich beim Aufblühen. Die Früchte sind schwarz, wenn sie reif sind.
Die Blütezeit reicht von Juni bis September.
Die Chromosomenzahl beträgt n = 7.

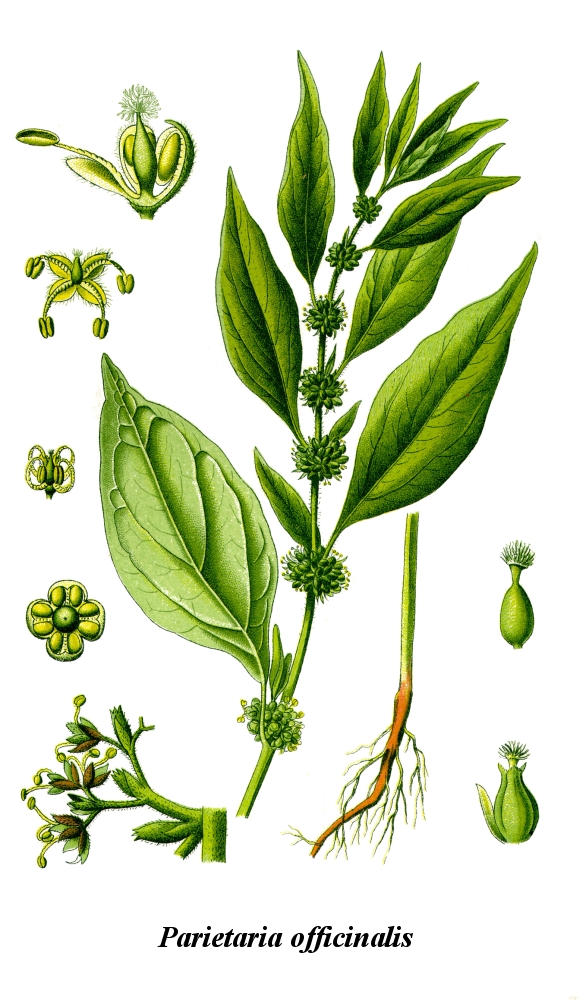
Illustration mit Darstellung der Wurzeln, Blüten und Früchte
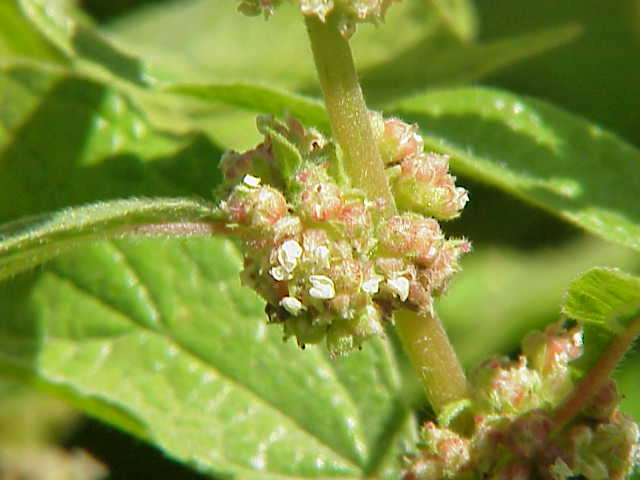
Blütenstand in Nahaufnahme
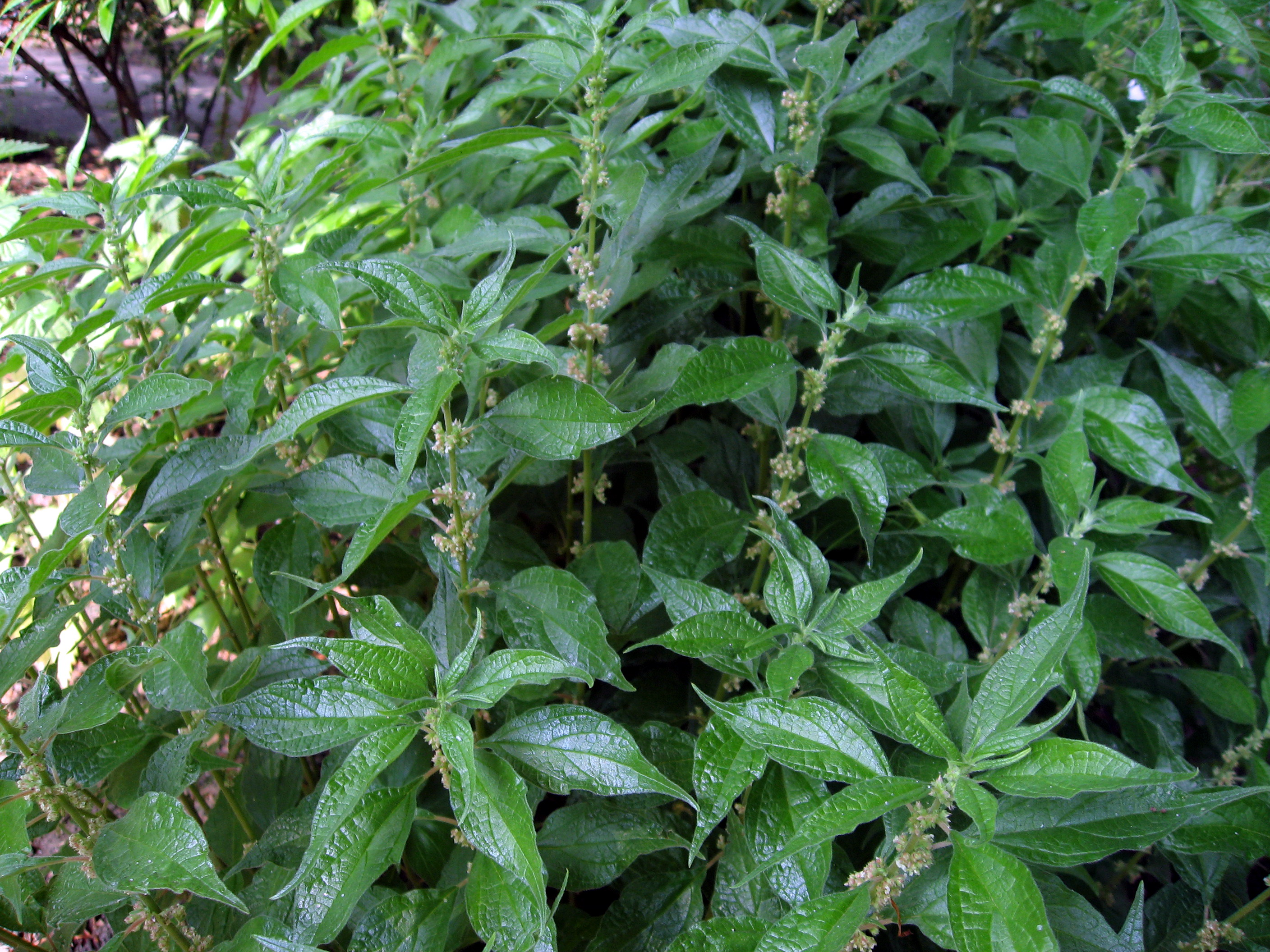
Bestand des Aufrechten Glaskrauts

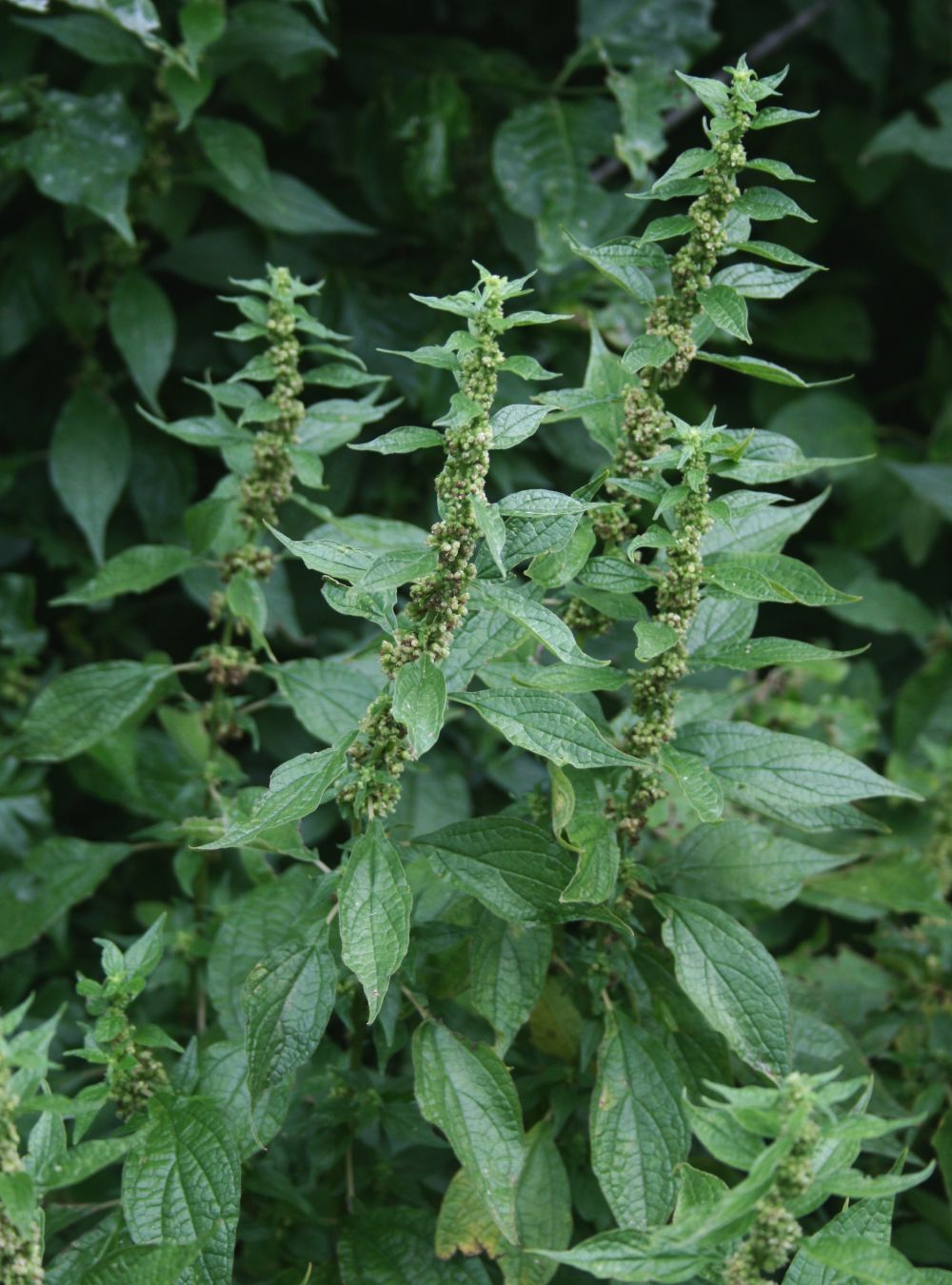
Aufrechtes Glaskraut (Parietaria officinalis)

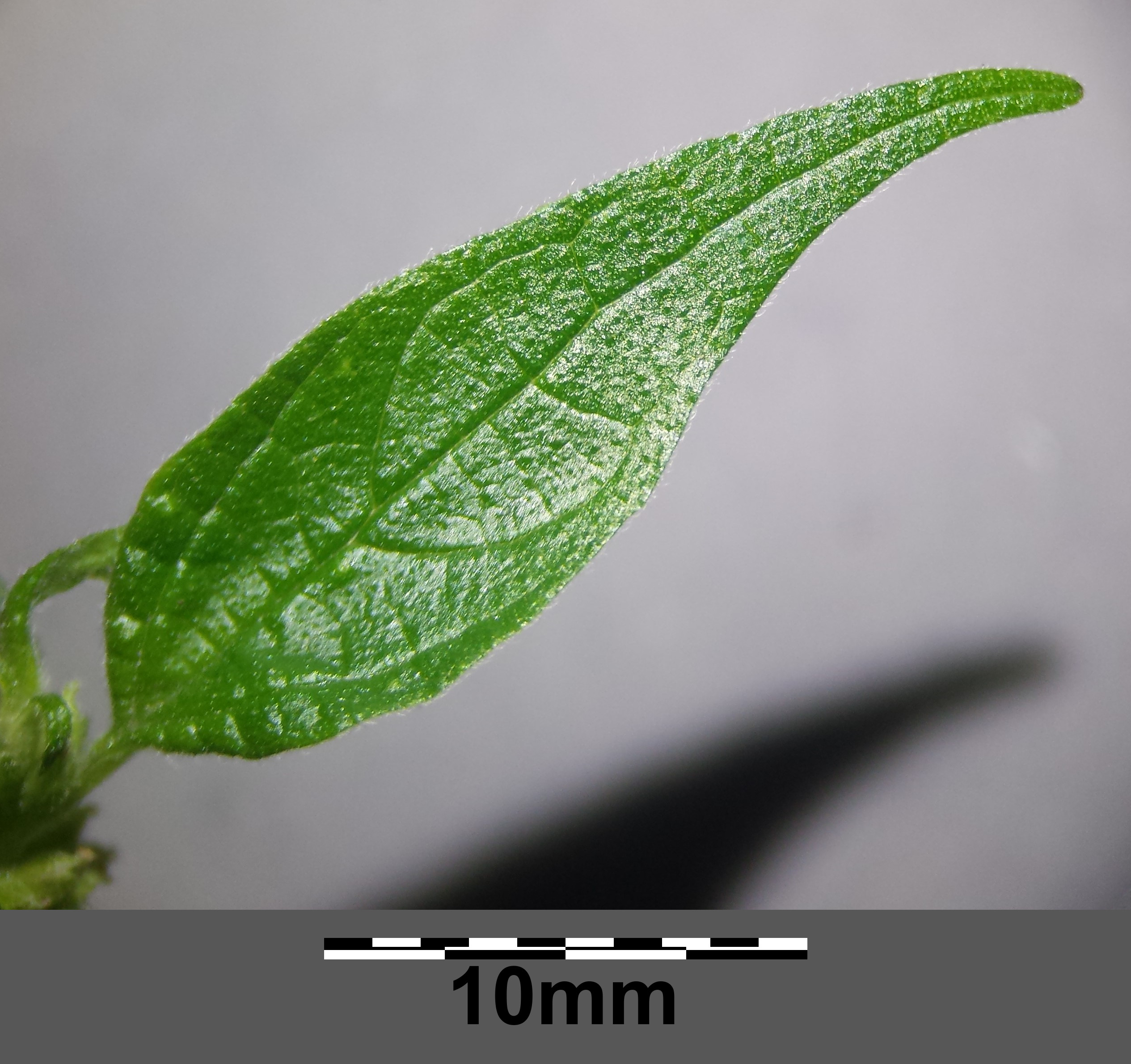
Die Blattspreite ist meist schmal-elliptisch und lange zugespitzt.

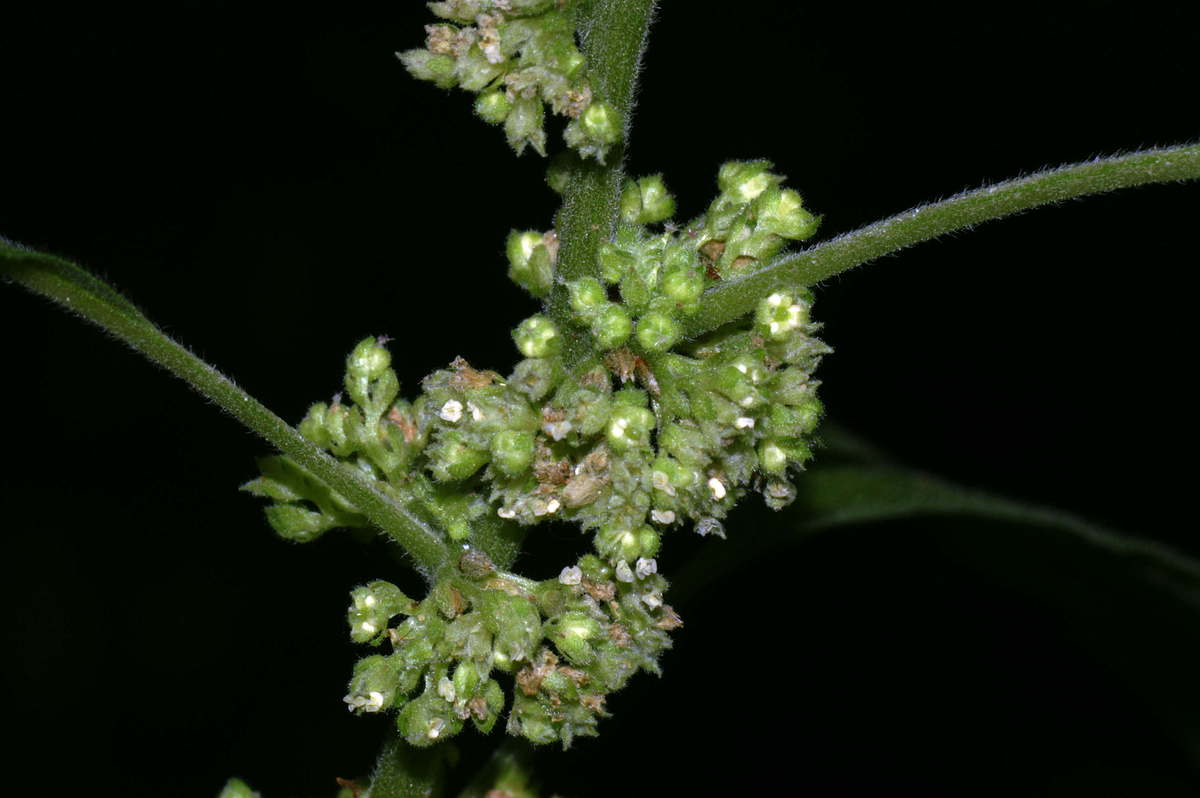
Aufrechtes Glaskraut (Parietaria officinalis)

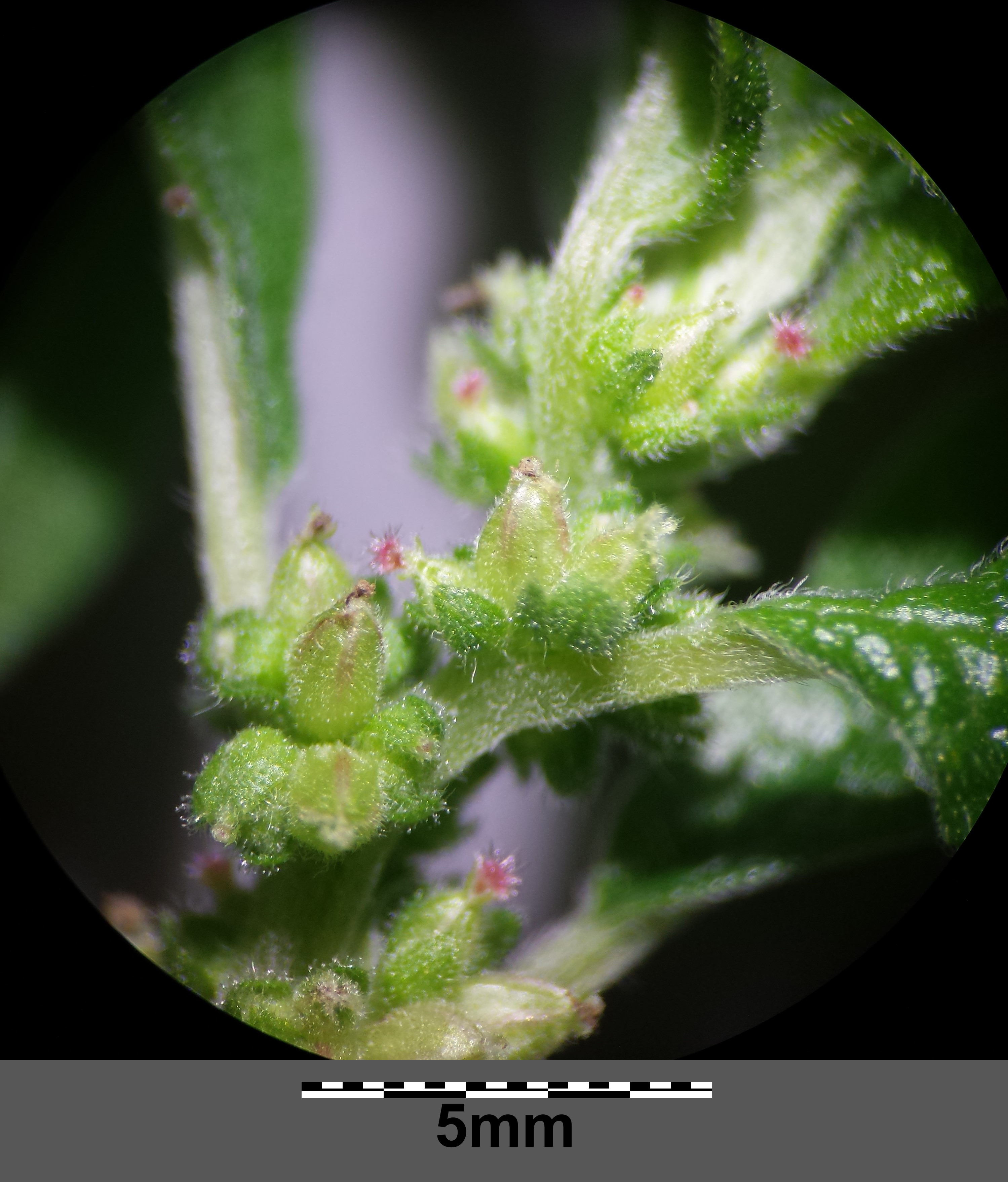
Blütenstand mit ♀-Blüten.

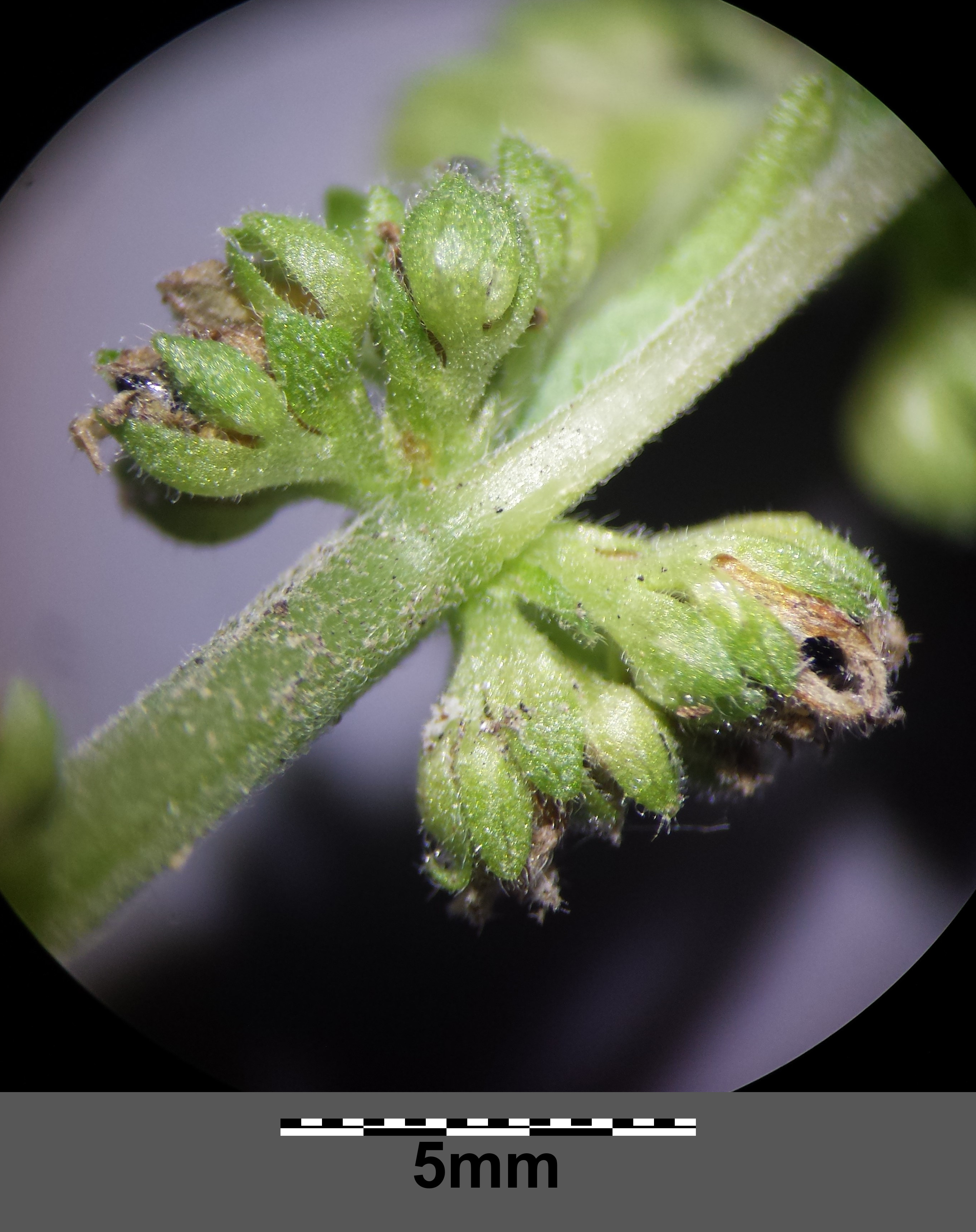
Die Hochblätter im Blütenstand sind ganz frei.

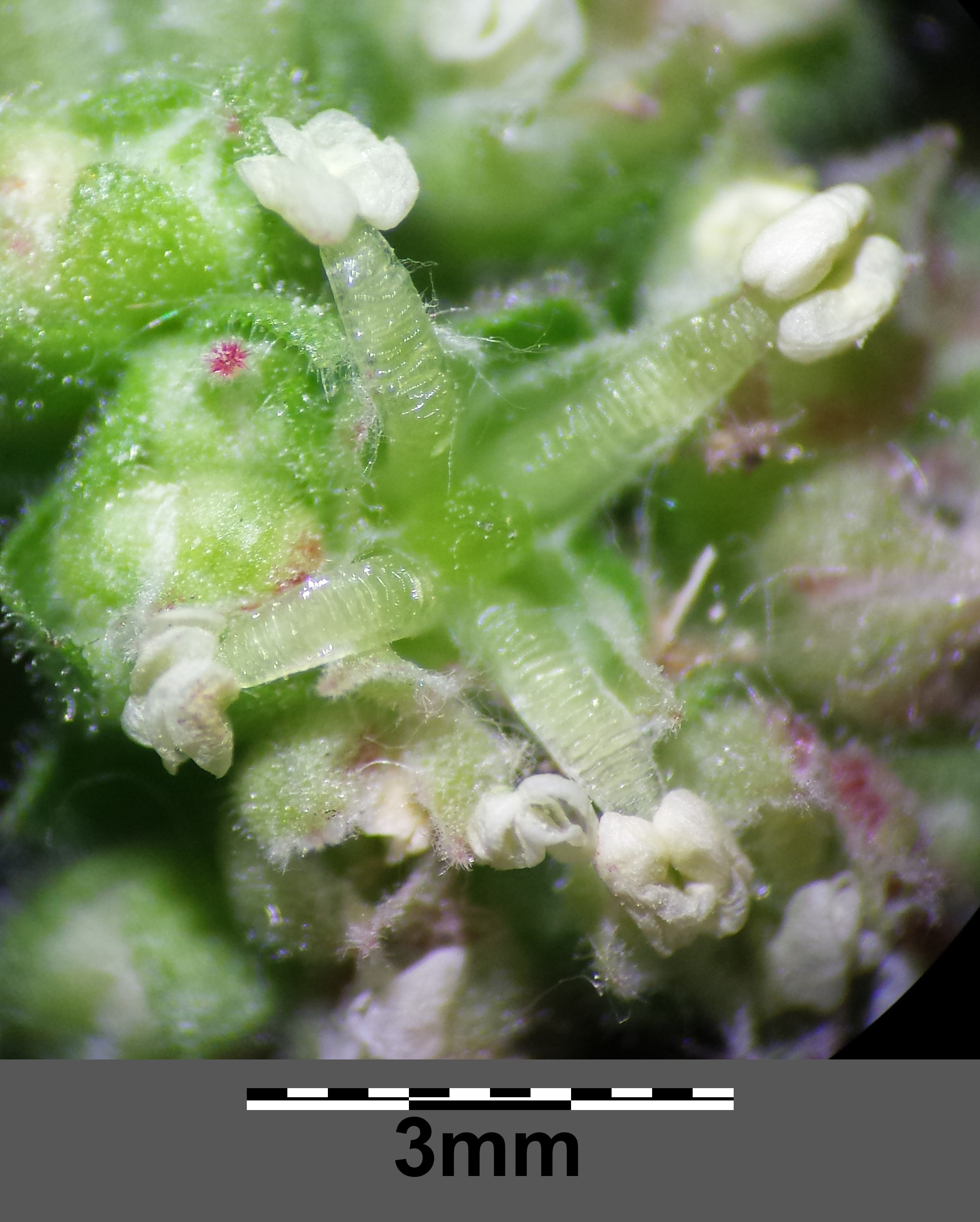
☿-Blüte

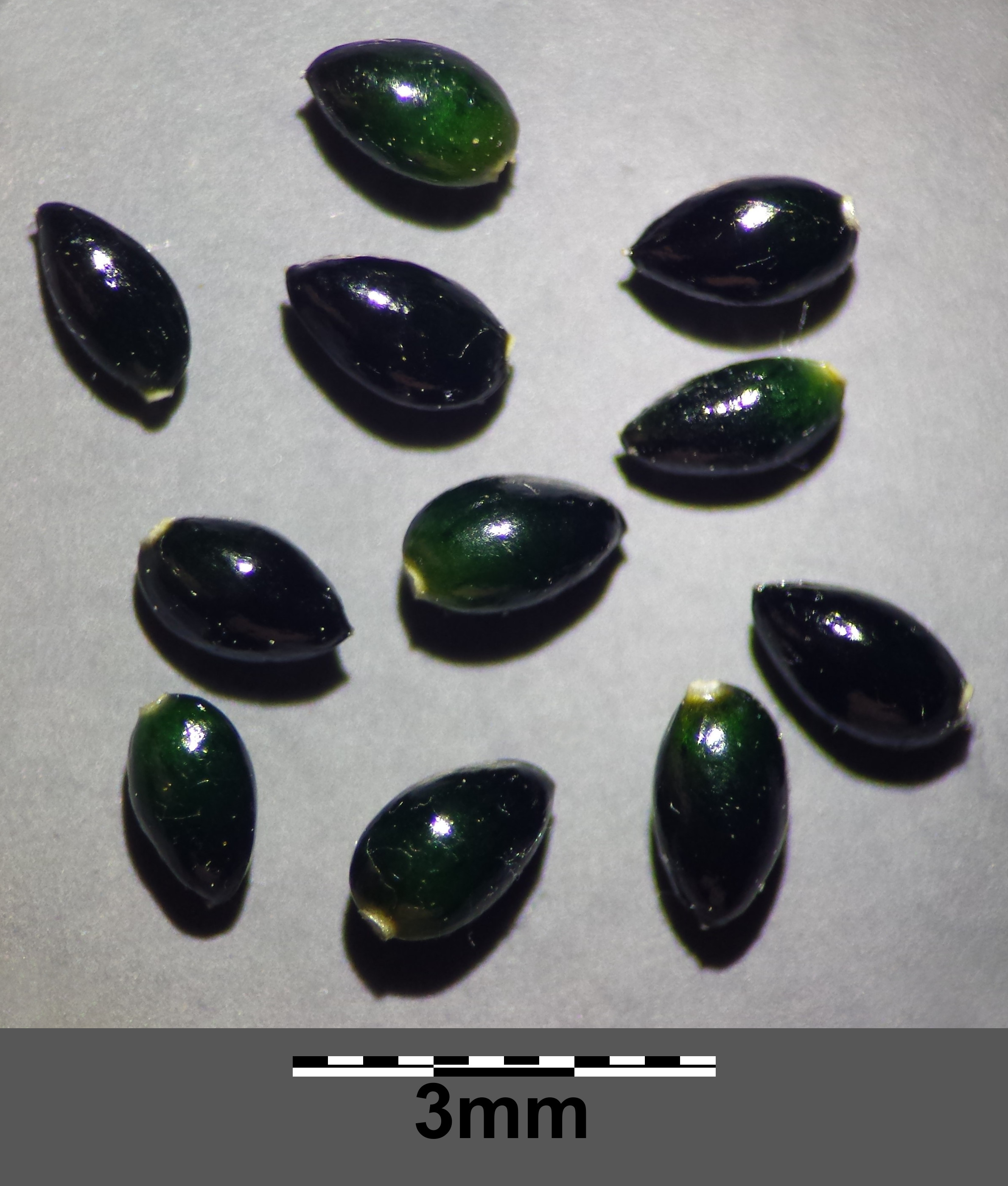
Die Nüsse sind 1,5–1,8 mm lang.

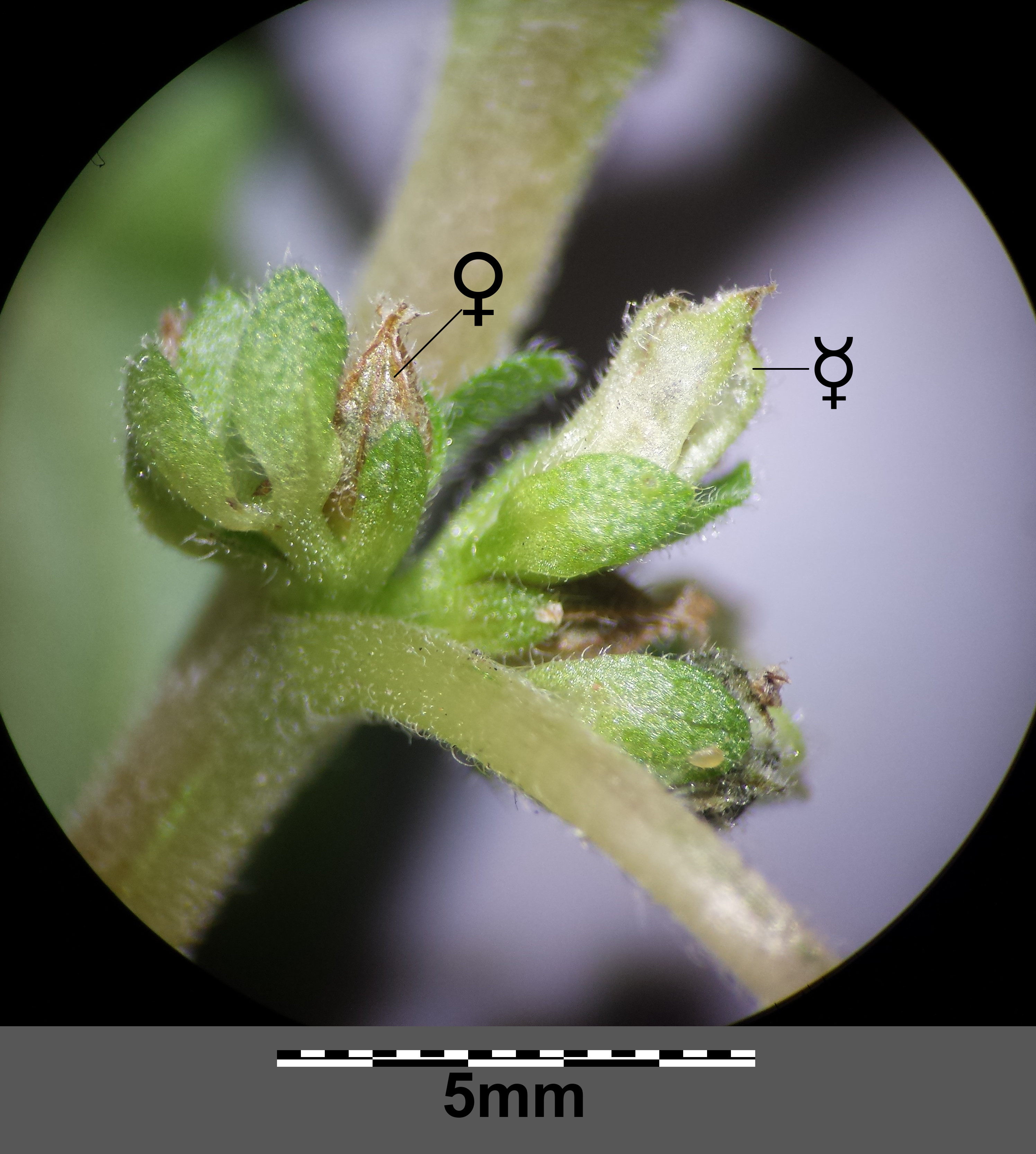
Fruchtstand mit ♀- und ☿-Früchten

## Ökologie
Das Aufrechte Glaskraut ist ein Archäophyt und eine Ruderalpflanze, die auf nährstoffreichen Böden, aber auch auf Schutt wächst. Außerdem ist es auch ein aus ehemaligen Kulturen verwildertes Kulturrelikt. Es ist aus dem Mittelmeergebiet, wo die Pflanze häufig vorkommt,  eingeschleppt. In Südtirol z. B. breitet sich die Pflanze weiter aus, und sie ist dort als windblütige Art inzwischen eine gefürchtete Allergiepflanze.
Die Früchte sind bis 2 mm lange, schwarze, glänzende Nüsse, die der Ameisenausbreitung unterliegen. Mit ihrer Fruchthülle können sie sich auch durch den Wind als Ballonflieger ausbreiten.
Die Fruchtreife erstreckt sich von August bis September.

## Vorkommen
Das Aufrechte Glaskraut ist in Mittel- und Südeuropa verbreitet; es fehlt auf den Britischen Inseln und auf der Iberischen Halbinsel. Nördlich wurde diese Art bis nach Dänemark vom Menschen eingebürgert; in Deutschland gilt sie als Archäophyt. Besiedelt werden Hartholzauen sowie halbschattige Knoblauchsrauken-, Kälberkropf- und Klettenkerbel-Staudensäume. Es ist in Mitteleuropa eine Charakterart des Chelidonio-Parietarietum officinalis aus dem Verband Alliarion, kommt aber auch in Gesellschaften des Verbands Alno-Ulmion vor.
In Norden entdeckte der Heimatforscher Friedrich Sundermann 1877 Aufrechtes Glaskraut auf dem Gelände des ehemaligen Dominikanerklosters Norden. Erwähnung findet das Glaskraut-Vorkommen in der ostfriesischen Kleinstadt auch beim Norderneyer Volksschullehrer Rudolf Bielefeld. In seiner um 1900 erschienenen Flora berichtet er, dass auf der ostfriesischen Halbinsel Glaskraut sich ausschließlich „zwischen Norden und Ekel in Hecken“ findet. Die Funde gerieten mit den Jahren in Vergessenheit, bis der Pädagoge, Naturwissenschaftler und Inselwart Otto Leege es 1941 wiederentdeckte. Er schrieb darüber einen ausführlichen Artikel mit dem Titel „Unkraut, das fast nur in Norden wächst, einst Heilpflanze in Klostergärten, heute Unkraut im Spiet“. Es gilt danach als wahrscheinlich, dass die Pflanzen Abkömmlinge des Aufrechten Glaskrauts sind, das vor der Zerstörung des Norder Klosters im Jahr 1531 von Domnikanermönchen als Heilpflanzen angebaut wurde. Es diente der historischen Klosterapotheke als Mittel gegen Nierenschwäche, Verstopfung, Hautunreinheiten und Husten. Verabreicht wurde es vor allem als Tee, dem ein wenig Minze beigefügt wurde, um den unangenehmen Geschmack zu überdecken. Hier und dort dienten die Glaskrautblätter auch als heilsame Auflage bei Geschwulsten.
In Nordwestdeutschland kommt das Kraut ansonsten erst südlich von Lingen vereinzelt vor. Fundstellen in Ostfriesland sind nur in Norden und nach neueren Funden inzwischen auch auf Borkum vorhanden.

## Nutzung
Früher wurde das (unter anderem auch „Tag und Nacht“ sowie lateinisch vitriola und paritaria genannte) Glaskraut zum Reinigen von Glas benutzt („von der scharpf die es an ym hait“).
Die grünen Pflanzenteile junger Pflanzen können roh oder gegart gegessen werden.
Als Heildroge dient die getrocknete ganze Pflanze. Als bisher wenig untersuchte Wirkstoffe werden genannt: Flavonoide, Kaffeesäure-Derivate, Bitterstoffe, viel Kaliumnitrat.
Anwendungen: Der Droge wird eine gewisse harntreibende Wirkung nachgesagt. Sie ist zwar noch in wenigen Teemischungen und Fertigpräparaten enthalten, hat aber darüber hinaus heute als Heilpflanze keine Bedeutung mehr.